# Superman: The Animated Series
Superman: The Animated Series er en amerikansk animeret tv-serie, der er baseret på DC Comics figuren Superman. Den blev produceret af Warner Bros. Television Animation og blev oprindeligt sendt på Kids' WB fra 6. september 1996 til 12. februar 2000. Det er den anden serie i DC Animated Universe efter Batman: The Animated Series, og ligesom sin forgænger blev den rost for sit manuskript, stemmeskuespil, modenhed og modernisering af titelkarakterens tegneserie-mytologi.
I Danmark blev tv-serien først sendt på TV2.

## Stemmer
| Stemmeskuespiller | Rolle                                   |
| ----------------- | --------------------------------------- |
| Tim Daly          | Clark Kent / Kal-El / Superman, Bizarro |
| Dana Delany       | Lois Lane                               |
| David Kaufman     | Jimmy Olsen                             |
| George Dzundza    | Perry White                             |
| Clancy Brown      | Lex Luthor                              |
| Corey Burton      | Brainiac                                |
| Michael Ironside  | Darkseid                                |
| Joseph Bologna    | SCU Lt. Dan Turpin                      |
| Lisa Edelstein    | Mercy Graves                            |
| Lauren Tom        | Angela Chen                             |
| Mike Farrell      | Jonathan Kent                           |
| Shelley Fabares   | Martha Kent                             |
| Joely Fisher      | Lana Lang                               |
| Victor Brandt     | Prof. Emil Hamilton                     |
| Joanna Cassidy    | Inspector Maggie Sawyer                 |

Danske stemmer
- Lars Thiesgaard – Clark Kent/Superman, Brainiac
- Nis Bank-Mikkelsen – Lex Luthor, Darkseid, Emil Hamilton, Jonathan Kent
- Michelle Bjørn-Andersen – Lois Lane
- Peter Aude – Bruce Wayne/Batman, Jor-El
- Vibeke Dueholm – Mercy Graves